# 似真卵阎甲属
似真卵阎甲属（学名：Eurosoma）为阎甲科的一个属。

## 下属物种
本属包括以下物种：
- 微似真卵阎甲 Eurosoma minor (P.Rossi, 1792)